# Benicull de Xúquer (ort)
Benicull de Xúquer är en ort i Spanien.   Den ligger i provinsen Província de València och regionen Valencia, i den östra delen av landet, 300 km öster om huvudstaden Madrid. Benicull de Xúquer ligger 13 meter över havet och antalet invånare är 784.
Terrängen runt Benicull de Xúquer är platt åt nordväst, men åt sydost är den kuperad. Terrängen runt Benicull de Xúquer sluttar norrut.Runt Benicull de Xúquer är det ganska tätbefolkat, med 179 invånare per kvadratkilometer. Närmaste större samhälle är Alzira, 5,7 km sydväst om Benicull de Xúquer. 